# Futebol nos Jogos da Lusofonia de 2006
O torneio de futebol nos Jogos da Lusofonia de 2006 ocorreu no Campo Desportivo e Pavilhão da U.C.T.M. e no Estádio Campo Desportivo entre 4 e 10 de outubro. A seleção favorita, de Portugal, venceu o torneio, derrotando Angola na final. A maior ausência foi da seleção brasileira, que decidiu não participar da disputa.

## Resultados

### Primeira Fase

#### Grupo A
| Equipe     | Pts | J | V | E | D | GP | GS |
| ---------- | --- | - | - | - | - | -- | -- |
| Cabo Verde | 6   | 2 | 2 | 0 | 0 | 10 | 0  |
| Índia      | 3   | 2 | 1 | 0 | 1 | 5  | 5  |
| Macau      | 0   | 2 | 0 | 0 | 2 | 2  | 9  |

| Índia      | 5-2 | Macau |
| Cabo Verde | 3-0 | Índia |
| Cabo Verde | 7-0 | Macau |

#### Grupo B
| Equipe      | Pts | J | V | E | D | GP | GS |
| ----------- | --- | - | - | - | - | -- | -- |
| Moçambique  | 6   | 2 | 2 | 0 | 0 | 8  | 0  |
| Angola      | 3   | 2 | 1 | 0 | 1 | 5  | 3  |
| Timor-Leste | 0   | 2 | 0 | 0 | 2 | 0  | 10 |

| Moçambique  | 5-0 | Timor-Leste |
| Angola      | 0-3 | Moçambique  |
| Timor-Leste | 0-5 | Angola      |

#### Grupo C
| Equipe              | Pts | J | V | E | D | GP | GS |
| ------------------- | --- | - | - | - | - | -- | -- |
| Portugal            | 6   | 2 | 2 | 0 | 0 | 22 | 0  |
| São Tomé e Príncipe | 3   | 2 | 1 | 0 | 1 | 3  | 10 |
| Guiné-Bissau        | 0   | 2 | 0 | 0 | 2 | 0  | 15 |

| Guiné-Bissau        | 0-3  | São Tomé e Príncipe |
| Portugal            | 12-0 | Guiné-Bissau        |
| São Tomé e Príncipe | 0-10 | Portugal            |

### Segunda Fase

#### Semifinais
|  | Portugal | 2 - 0 | Moçambique |  |
|  |          |       |            |  |

|  | Cabo Verde | 1 - 2 | Angola |  |
|  |            |       |        |  |

#### Decisão do terceiro lugar
|  | Moçambique | 0 - 1 | Cabo Verde |  |
|  |            |       |            |  |

#### Final
| 10/10/2006 | Portugal                        | 2 - 0     | Angola | Estádio Campo Desportivo, Ilha de Taipa, Macau |
|            | Bruno Gama 4' · Nuno Coelho 29' | Relatório |        |                                                |